# Digerlidtjärnen
Digerlidtjärnen är en sjö i Vansbro kommun i Dalarna och ingår i Dalälvens huvudavrinningsområde. Sjön har en area på 0,154 kvadratkilometer och ligger 375,8 meter över havet. Vid provfiske har abborre och gädda fångats i sjön.

## Delavrinningsområde
Digerlidtjärnen ingår i det delavrinningsområde (669336-141863) som SMHI kallar för Ovan 669101-141730. Medelhöjden är 407 meter över havet och ytan är 8,8 kvadratkilometer. Det finns inga avrinningsområden uppströms utan avrinningsområdet är högsta punkten. Vattendraget som avvattnar avrinningsområdet har biflödesordning 4, vilket innebär att vattnet flödar genom totalt 4 vattendrag innan det når havet efter 322 kilometer. Avrinningsområdet består mestadels av skog (82 procent). Avrinningsområdet har 0,15 kvadratkilometer vattenytor vilket ger det en sjöprocent på 1,7 procent.